# Zrnovci
Zrnovci (en macédonien : Зрновци ) est une commune de l'est de la Macédoine du Nord. Elle comptait 2 086 habitants en 2021 et s'étend sur 55,82 km2. C'est la commune la moins peuplée et l'une des plus petites du pays. Elle est toutefois entourée par plusieurs villes, comme Vinica et Kočani.
Son territoire est limitrophe de ceux des communes de Vinica, Kočani, Češinovo-Obleševo et Karbinci.

## Géographie

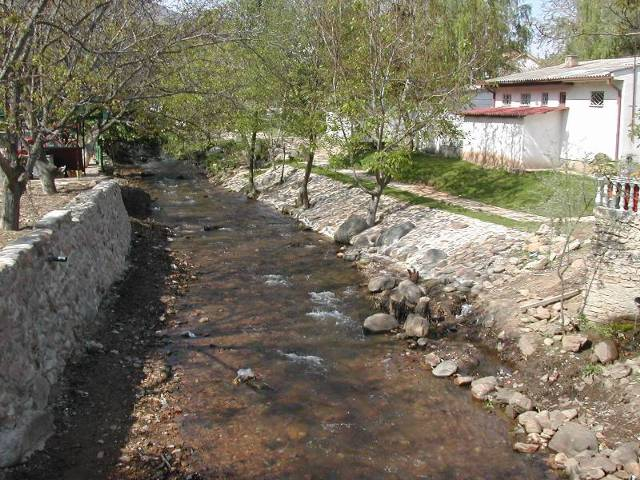
La rivière Zrnovska.

La commune se trouve sur la route qui relie Veles, situé au centre de la Macédoine du Nord, à Delčevo et à la Bulgarie. Zrnovci se trouve à huit kilomètres de Kočani, au pied du massif de la Plačkovica, dans la vallée de la Bregalnica.
La commune est couverte à 57 % par des forêts et à 32 % par des terres agricoles. Celles-ci sont surtout des rizières. Zrnovci produit environ 800 tonnes de riz par an. La commune est traversée par la Zrnovska, un affluent de la Bregalnica long de 24 km.

### Localités de la commune de Zrnovci
En plus de son chef-lieu, Zrnovci, la commune de Zrnovci compte deux localités :
- Vidovichté
- Morodvis

## Administration
La commune est administrée par un conseil municipal élu au suffrage universel tous les quatre ans. Il adopte les plans d'urbanisme, accorde les permis de construire, planifie le développement économique local, protège l'environnement, prend des initiatives culturelles et supervise l'enseignement primaire. Il compte 10 conseillers municipaux.
Le pouvoir exécutif est détenu par le maire, lui aussi élu au suffrage universel. Depuis 2021, le maire de Zrnovci est Borčo Kocev, membre de VMRO-DPMNE.

## Démographie
Lors du recensement de 2002, la commune comptait :
- Macédoniens : 3 247 (99,48 %)
- Valaques : 13 (0,40 %)
- Serbes : 2 (0,06 %)
- Autres : 2 (0,06 %)